# Spiroplax spiralis
Spiroplax spiralis is een krabbensoort uit de familie van de Hexapodidae. De wetenschappelijke naam van de soort is voor het eerst geldig gepubliceerd in 1950 door Barnard.